# Acetohidroxiácido sintasa
La enzima acetohidroxiácido sintasa (AHAS)  (también conocida como acetolactato sintasa o ALS) es una proteína que se encuentra en plantas y en microorganismos.  AHAS cataliza el primer paso de la síntesis de los aminoácidos ramificados (valina, leucina e isoleucina).
AHAS es una proteína que consiste de 590 residuos de aminoácidos.